# 황기순
황기순(黃基順, 1963년 12월 7일 ~)은 대한민국의 희극인으로, 예명은 사용하지 않았다. 
1982년 제2회 MBC TV 개그콘테스트로 데뷔하였으며, 척보면 앱니다라는 유행어를 히트시켰다. 
현재 황기순의 칼국수&돈까스를 체인점으로 운영하고 있다.

## 출연작

### 예능
- 1987년 ~ 1988년 《청춘만만세》 - 볼레로, 바보 온달과 평강 공주
- 1988년 ~ 1989년 《일요일밤의 대행진》(MBC) - 참깨부부 들깨부부, 화이팅 황순경
- 1989년 9월 17일 <<mbc 씨름 잔치>> 아기변강쇠로 출연 결승전서 카사노바 배영만과 일전
- 1990년 《청춘행진곡》(MBC) - 도전시대, 맹부장 꽁과장
- 2000년 《쇼! 행운열차》(KBS 2TV)
- 2001년 《시사터치 코미디 파일》(KBS 2TV)
- 2001년 《도전! 1000곡》(SBS)
- 2002년 《폭소클럽》(KBS 2TV)
- 2010년 《도전! 마이크 스타》(OBS)
- 2015년 《SNL 코리아 (시즌 6)》(tvN)
- 2017년 《아침마당》 8002회 (KBS 1TV)
- 2019년 ~ 2020년 《와글와글 시장가요제》 (전주방송)
- 2020년 ~ 2021년 《와글와글 시장이좋아》 (전주방송)
- 2022년 ~ 《와글와글 시장가요제》 (전주방송)

### 방송출연
- 2014년 9월 20일 《속풀이쇼 동치미》(MBN 매일방송)
- 2015년 9월 17일 《MBN 뉴스8》(MBN 매일방송)

### 라디오
- 2006년~2007년 《황기순, 라윤경의 TBN 차차차》(TBN)

### 영화
- 1988년 《외계인 코브라》
- 1990년 《영구와 땡칠이 3》
- 1999년 《북경반점》
- 2002년 《오버 더 레인보우》
- 2008년 《바람만 안 불면 괜찮은 공기》

### 강연
- 2013년 8월 25일 일요일 강연 100℃ (KBS 1TV) - 출연
  - 강연주제 : 비 온 뒤에 땅이 굳는다
  - 공감온도 : 96℃

### 광고
- 1987년 모나미 모나미 사프심
- 1987년 해태제과식품 파이캔디
- 1989년 LG생활건강 알뜨랑 비누(Fest.MBC 일밤 참깨부부 들깨부부 팀)
- 1989년 우리들제약 세나린 (Fest.MBC 일밤 참깨부부 들깨부부 팀)
- 1990년 롯데제과 ABC 초콜릿 (Fest.MBC 희극인 팀)
- 2012년 한국도박문제관리센터
- 2012년 볼빅(Fest.홍서범, 조갑경)
- 2016년 황기순 손칼국수

## 수상
- 2009년 제3회 공주신상옥청년영화제 우수남자연기상
- 2005년 복지부장관표창 이웃돕기 공로상
- 1988년 MBC 연기대상 코미디상
- 1987년 MBC 연기대상 코미디상
- 1982년 제2회 MBC 개그콘테스트 금상

## 도박 사건
1997년 필리핀에서 환치기수법으로 거액의 외화를 밀반출한 혐의로 물의를 빚어 2년동안 도피 생활을 하다가, 외국환관리법 위반자 중 자수자에 대해 관대하게 처벌하겠다는 정부의 방침에 따라 귀국하여 자수하였다. 초범에 자수한 점이 참작되어 집행유예를 선고받고 이후 도박을 끊고 속죄의 마음으로 자숙하며 지냈다. 그 공로로 2005년 복지부 장관표창 이웃돕기 공로상을 수상하기도 하였다.
이 과정에서 황기순은 필리핀에서 도박으로 인해 돈을 모두 잃고 무일푼이 되었는데 이 소식을 듣게 된 이봉원 등 동료 희극 배우들이 필리핀으로 황기순을 데리러 갔으며 이 덕에 황기순은 무사히 귀국할 수 있었다.
현재 정선 카지노에서 도박 중독 예방을 위한 강연을 하고 있다.

## 같이 보기
- 이용식
- 김학래
- 이상운
- 김정렬
- 최병서
- 이경규
- 엄용수
- 최양락
- 이봉원
- 장두석
- 이재포